# Droit de l'Union européenne
Le droit de l'Union européenne, également appelé droit européen (expression parfois contestée et réservée  au droit du Conseil de l'Europe) ou droit communautaire, comprend les règles sur lesquelles est fondée l'Union européenne (UE). Cela inclut l'ensemble des règles, matérielles et procédurales, applicables au sein de l'Union européenne (traités, directives, règlements, jurisprudence etc.).
Avant l'entrée en vigueur du traité de Lisbonne, le 1er décembre 2009, le droit de l'Union européenne comprenait le droit communautaire (ou droit des Communautés européennes) ainsi que des procédures de coopération comme la politique étrangère et de sécurité commune (PESC) et la coopération policière et judiciaire en matière pénale (CPJP). Après cette date, le traité a aboli la structure en pilier de l'Union qui s'est dotée de la personnalité juridique en tant qu'héritière des Communautés, par conséquent la notion de droit communautaire est devenue obsolète mais reste utilisée pour désigner la jurisprudence antérieure du Tribunal.
Le droit de l'Union européenne ne doit pas être confondu avec le droit du Conseil de l'Europe, organisation internationale distincte de l'UE, qui est constitué notamment par la Convention européenne des droits de l'homme de 1950 et la jurisprudence de la Cour européenne des droits de l'homme, qui interprète cette Convention.
La spécificité du droit communautaire est d'être « un système juridique propre, intégré aux systèmes juridiques des États membres » (arrêt Costa contre ENEL, 1964), c'est-à-dire qu'il s'applique immédiatement et confère aux particuliers des droits qu'ils peuvent invoquer en justice, éventuellement à l'encontre d'une règle nationale ne respectant pas la règle communautaire.
C'est la Cour de justice de l'Union européenne, située au Luxembourg, qui est garante de l'application du droit de l'Union européenne. Cette source est théoriquement subsidiaire.
En effet, la compétence législative de la Communauté est tenue en respect par le principe de subsidiarité, en vertu duquel la communauté n'agit que si et dans la mesure où les objectifs de l'action envisagée ne peuvent être réalisés de manière suffisante par les États membres.
Dans cette limite, cette source projette deux sortes de textes, des règlements et des directives, qui sont animés par une inégale force de pénétration. Les institutions du droit communautaire émettent aussi des décisions, des recommandations et des avis qui ont force juridique obligatoire pour les États membres en ce qui concerne les décisions, constat à mesurer pour les avis et recommandations.

## Sources du droit de l'Union européenne
On distingue le droit de l'Union européenne primaire (ou droit originaire), composé des divers traités, du droit dérivé, ensemble d'actes pris par les institutions européennes conformément à ces traités. Enfin la jurisprudence de la Cour de justice joue un rôle important parmi les sources du droit de l'Union européenne.

### Droit de l'Union européenne primaire

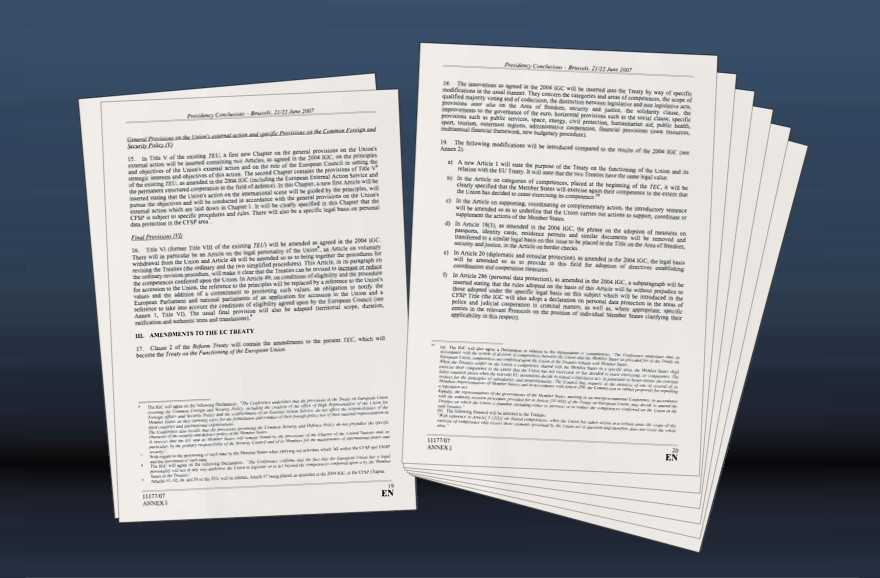
À la place de la Constitution européenne, le traité de Lisbonne, dont le principe a été retenu lors du Conseil européen de juin 2007, amendera le traité sur l’UE et le traité CE.

- Traité de Paris du 18 avril 1951, instituant la CECA, Communauté européenne du charbon et de l'acier. Ce traité, conclu pour une période de 50 ans, a expiré en 2002 et ne produit donc plus d'effet.
- Traité de Rome du 25 mars 1957 instituant la CEE, Communauté économique européenne.
- Traité Euratom (ou traité de Rome) du 25 mars 1957 instituant la CEEA, Communauté européenne de l'énergie atomique (Euratom).

Auxquels il faut ajouter les divers traités qui ont modifié et complété ces traités fondateurs :
- Traité de fusion des exécutifs du 8 avril 1965
- Traité de Luxembourg du 22 avril 1970 modifiant les compétences budgétaires
- Acte unique
- Traité de Maastricht
- Traité d'Amsterdam
- Traité de Nice
- Traité de Lisbonne

Les dispositions de ces traités sont pour la plupart regroupées dans deux traités :
- Traité sur l'Union européenne (traité UE), créé par le traité de Maastricht.
- Traité sur le fonctionnement de l'Union européenne (traité FUE), anciennement traité instituant la Communauté européenne (traité CE), qui correspond au traité de Rome-1 renommé par le traité de Maastricht puis par le traité de Lisbonne.

### Droit de l'Union européenne dérivé
Le droit de l'Union européenne dérivé est composé des autres sources de droit de l'Union, définies dans l'article 288 TFUE - ancien article 249 CE : 
- règlements, équivalent des lois nationales au niveau de l'Union : ils établissent des normes applicables directement dans chaque État.
- directives, au statut juridique original : destinées à tous les États ou parfois à certains d'entre eux, elles définissent des objectifs obligatoires mais laissent en principe les États libres sur les moyens à employer, dans un délai déterminé.
- décisions, obligatoires pour un nombre limité de destinataires.
- recommandations et avis, qui ne lient pas les États auxquels ils s'adressent. La Cour de justice de l'Union européenne estime toutefois qu'une recommandation peut servir à l'interprétation du droit national ou de l'Union.

Ce droit dérivé est, de loin, le droit le plus abondant. Avant l'entrée en vigueur du traité de Lisbonne, la plus grande partie du droit dérivé provenait du premier pilier de l'Union européenne, en conséquence de l'application du traité de Maastricht.

### Jurisprudence
La jurisprudence comprend les arrêts des deux juridictions de la Cour de justice de l'Union européenne : la Cour de justice et le Tribunal. Le Tribunal de la fonction publique a été intégré dans le Tribunal de l'Union européenne en 2017. Ces arrêts peuvent être prononcés dans le cadre de recours intentés par les particuliers, les institutions communautaires ou les États membres. Ils peuvent aussi résulter d'un renvoi préjudiciel opéré par les juridictions nationales. La Cour de justice a une compétence d'appel sur les deux tribunaux.
Cette jurisprudence est particulièrement importante car les traités abordent des sujets très vastes mais sans formuler des dispositions toujours très précises, elle permet d'assurer une interprétation unifiée des traités au niveau européen. La jurisprudence de la Cour de justice est également reconnue pour avoir participé grandement à la réussite du marché intérieur. En effet la Cour depuis sa création a dégagé de nombreux principes juridiques permettant d'éclaircir et d'élargir les compétences de l'Union Européenne.             
La jurisprudence de la CJUE a pu entériner des principes du droit européen. L'arrêt CJUE Google c/ Espagne du 13 mai 2014 a par exemple permis à la cour d'entériner le caractère extraterritorial du droit européen dans le domaine de la protection des données. 

### Évolutions du traité de Rome de 2004, puis de Lisbonne en 2007
Les États membres ont signé un traité établissant une Constitution pour l'Europe à Rome le 29 octobre 2004. Sa ratification a été suspendue à la suite de l'échec des référendums en France et aux Pays-Bas en 2005. Ce traité aurait notamment remplacé par un texte unique les traités UE et CE, ainsi que les traités d'adhésion des États allemands[Quoi ?]. Il modifiait également les sources du droit communautaire dérivé en prenant acte de la nature quasi législative de certaines de ces sources. Les règlements auraient été divisés en deux catégories : les lois européennes et les règlements.
Le traité de Lisbonne, entré en vigueur le 1er décembre 2009, abandonne ces modifications et conserve les dénominations actuelles de « règlements », « directives » et « décisions ».

## Ordre juridique propre
L'ensemble des normes qui constituent le droit communautaire constitue un ordre juridique distinct des ordres juridiques nationaux. Il entretient avec eux des rapports marqués par trois principes : autonomie sans séparation, primauté et effet direct.

### Autonomie du droit de l'Union européenne
Selon la formulation de la Cour de justice, le droit communautaire forme un ordre propre, distinct de celui des États membres, issu d'une source autonome (arrêt van Gend en Loos de 1963 et arrêt Costa contre ENEL, 15 juillet 1964). Les normes européennes sont intégrées à l'ordre juridique national mais conservent leur statut et leur autorité de normes communautaires. De même, l'interprétation de ces normes doit être unifiée au niveau européen : le juge national n'est pas libre d'interpréter la norme européenne différemment du juge d'un autre pays.
Enfin, à l'égard du droit international, la CJUE a consacré son pouvoir de contrôle judiciaire d'actes communautaires pris en application de résolutions du Conseil de sécurité des Nations unies elles-mêmes prises sous le chapitre VII (juridiquement contraignant) de la Charte des Nations unies (Yassin Abdullah Kadi et Al Barakaat International Foundation / Conseil et Commission (2008)).

### Principe de primauté sur les droits nationaux
Le principe de primauté a été consacré par l’Arrêt Costa contre ENEL de la CJCE du 15 juillet 1964 (aff. 6/64). L’apport de cet arrêt est primordial. En effet, la Cour va consacrer un principe non contenu dans les traités communautaires et pourtant fondamental puisqu’il signifie que la primauté s'applique à toutes les normes communautaires et s’exerce à l’encontre de toutes les normes nationales.
La Cour va déduire ce principe d’un raisonnement reposant sur trois arguments : 
- L’applicabilité immédiate (c’est-à-dire le fait que le droit communautaire s’intègre de plein droit et en tant que tel dans l’ordre juridique interne des États membres) ainsi que l’applicabilité directe ou effet direct (c’est-à-dire le fait que le droit communautaire crée dans le patrimoine des particuliers des droits que les juridictions nationales doivent sauvegarder) serait lettre morte si un État pouvait s’y soustraire en adoptant un acte législatif opposé aux textes communautaires.
- le système communautaire est fondé sur un principe de partage des compétences entre la CE et les États membres. De sorte que si les États pouvaient adopter des textes internes contraires au droit communautaire, et les faire primer, cela reviendrait à nier les partages de compétences qu’ils ont souverainement accepté.
- si chaque État pouvait refuser l’application de normes du droit communautaire par l’adoption de normes internes, cela mettrait à mal l’indispensable uniformité d’application du droit communautaire.

La primauté est ainsi une « condition existentielle » (P. Pescatore) du droit communautaire qui ne peut exister en tant que droit qu’à la condition de ne pas pouvoir être mis en échec par le droit des États membres.
Néanmoins, nombre d’États membres se refusent à adopter la thèse développé par la Cour. La France, notamment, considère que la Constitution est la norme suprême et donc supérieure au droit communautaire. L’affrontement entre cours constitutionnelles nationales et CJCE a connu deux étapes : 
- la première dans les années 1970 à propos de la protection des droits fondamentaux
- la seconde encore actuellement sur la question de la souveraineté

### Effet direct de certaines normes européennes
On dit qu'une norme européenne, par exemple un règlement ou une directive, a un « effet direct » lorsqu'elle est directement invocable par un particulier à l'occasion d'un litige. L'effet direct est « vertical » lorsque le particulier peut utiliser cette norme contre un État. Il est « horizontal » si le particulier peut s'en prévaloir contre un autre particulier.
Le principe d'applicabilité directe est affirmé dans l'arrêt van Gend en Loos du 5 février 1963. Il y est affirmé qu'un citoyen peut invoquer une norme communautaire dans un litige l'opposant à son Administration. En l'espèce, il s'agissait de la part d'un transporteur de contester des droits de douane qui avaient été maintenus par l'Administration néerlandaise alors que l'article 12 du traité de Rome le prohibait.
Ce principe est aussi invocable dans un litige opposant deux particuliers (arrêt Defrere, 8/04/1976, en l'espèce sur la prohibition de toute discrimination entre travailleurs féminins et masculins).
Si les normes européennes bénéficient toutes de la primauté du droit communautaire sur le droit national, elles ne sont pas toutes dotées de l'effet direct. D'une manière générale, la Cour de justice examine le contenu de l'acte. Si une disposition est suffisamment claire, précise et inconditionnelle, elle peut être invoquée par les particuliers. La Cour de justice indique traditionnellement qu'il faut considérer « l'esprit, l'économie et les termes » de chaque disposition. Certains éléments de ce régime dépendent toutefois de la dénomination de l'acte : règlement, directive, accord international conclu par la Communauté.
Le principe de l'effet direct, constamment mis en avant par la Cour de justice, a contribué à assurer l'effectivité du droit communautaire.

#### Principe de l’effet direct
La Cour de justice a posé le principe de l'effet direct avec l'arrêt van Gend en Loos du 5 février 1963. Elle a affirmé à cette occasion que les dispositions du traité CE (alors traité CEE) étaient invocables par des particuliers devant leurs juridictions nationales. En effet, le traité a institué selon elle un ordre juridique nouveau auquel les États ont transféré définitivement leurs compétences dans certains domaines. Les actes communautaires peuvent donc s'adresser directement aux particuliers. Elle déduit du rôle donné à la Cour de justice par l'article 177 du traité (actuel article 234 CE) que le droit communautaire peut être invoqué par un particulier devant le juge national.
L'effet direct est reconnu pour le règlement communautaire, qui est par définition « directement applicable dans tout État membre » (article 249 CE). Il en est de même des décisions dont les particuliers sont destinataires. Les accords internationaux conclus par la Communauté européenne sont également invocables par des particuliers, selon la Cour de justice, pour des dispositions suffisamment précises et inconditionnelles.

#### Effet direct des directives?
La situation est plus incertaine pour les directives communautaires. La position de la Cour de justice diffère sur ce point de celle de certaines juridictions nationales.
La question se pose à l'issue de la période fixée par la directive pour la transposition de ses dispositions en droit interne. Les particuliers peuvent-ils, si l'État n'a pas pris les mesures de transposition d'une directive, se prévaloir des droits que leur donneraient certaines dispositions de cette directive ?
Une lecture littérale de l'art 288 TFUE (ex-art 249 TCE) amène certaines juridictions nationales à considérer que les directives ne peuvent pas avoir d'effet direct : la directive « lie tout État membre destinataire » et ne créerait donc de droits et d'obligations que pour les États. C'est la position exposée par le Conseil d'État français depuis l'arrêt Cohn-Bendit du 22 décembre 1978. Le 30 octobre 2009, le Conseil d'État, dans sa formation en assemblée, est revenu sur l'arrêt Cohn-Bendit pour consacrer la pleine application des directives sur les actes individuels.
Or, le particulier peut avoir un intérêt à la mise en œuvre d'une directive communautaire. La Cour de justice affirme, elle, que la directive peut avoir des effets juridiques pour les particuliers, voire pour des États non destinataires de la directive. Il s'agit, selon les termes de l'arrêt Van Duyn du 4 décembre 1974, d'assurer l'« effet utile » de la directive, c'est-à-dire sa mise en œuvre effective. Ici encore elle reprend le critère de « la nature, l'économie et les termes » des dispositions concernées.
Toutefois, la Cour de justice n'admet qu'un effet direct vertical : conformément à l'art 288 TFUE (ex-art 249 TCE), une directive « lie tout État membre » et ne produit donc pas d'obligation à la charge des particuliers. Elle a ainsi refusé d'accorder à un particulier la possibilité de se prévaloir contre une entreprise d'une disposition d'une directive non transposée dans le droit national.

## Recours contentieux
Le traité CE crée cinq principaux recours et actions permettant d'assurer l'application effective du droit communautaire.

### Renvoi préjudiciel
| Fondement | article 234 CE art 267 TFUE               |
| --------- | ----------------------------------------- |
| Ouvert à  | tout juge national par voie préjudicielle |

Le renvoi préjudiciel permet à un juge national d'interroger la Cour de justice de l'Union européenne lorsqu'un point de droit communautaire se pose au cours du déroulement d'un procès. L'objet du renvoi préjudiciel est d'assurer l'unité d'application du droit communautaire dans l'ensemble des États membres. Il a deux principaux champs d'application :
- l'interprétation du droit de l'Union européenne : droit primaire, droit dérivé, accords externes et jurisprudence de la Cour de justice.
- l'appréciation de la validité d'un acte communautaire. En théorie la Cour de justice ne doit jamais apprécier la validité du droit national mais en pratique celle-ci s'émancipe parfois de cette règle de compétence.

D'après l'article 267 TFUE, cette saisine est facultative pour les juridictions qui ne statuent pas en dernier ressort (elles peuvent néanmoins être contraintes d'opérer un renvoi préjudiciel si elles souhaitent s'écarter d'une solution jurisprudentielle de la Cour de justice, ou si elles envisagent d'invalider le droit de l'Union). Elle est en revanche obligatoire pour les juridictions de dernier ressort telles que la Cour de cassation ou le Conseil d'État en France, lorsque celles-ci ont un doute sur l'interprétation ou la validité d'une disposition du droit de l'Union (sauf si ces juridictions invoquent le bénéfice de la théorie de l'acte clair ou de l'acte éclairé).
Certaines juridictions ont eu une position emblématique à l'égard du droit de l'Union européenne, en opposant à la Cour de justice des résistances politiques dans le cadre du renvoi préjudiciel. Le Conseil d'État a par exemple fait un usage abusif de la théorie de l'acte clair, s'exonérant dès lors de son obligation de renvoi.
La Cour de justice reconnaît au juge national la possibilité de ne pas faire usage du renvoi préjudiciel si la règle de droit communautaire « ne laisse place à aucun doute raisonnable ». Mais cet arrêt ne valide pas la théorie de l'acte clair car il encadre de façon stricte cette possibilité. Le juge national doit notamment tenir compte des risques de divergences d'interprétation dues aux différentes versions linguistiques, les notions juridiques propres au droit communautaire.
L'objectif est d'éviter toute divergence de jurisprudence entre les juridictions internes des États membres. Concernant les renvois en appréciation de validité, la Cour a ainsi estimé que les juridictions nationales ne peuvent en aucun cas déclarer invalide un acte communautaire, pouvoir qui n'appartient qu'à la Cour de justice elle-même. Seule la Cour de justice, par exemple à l'occasion d'un renvoi préjudiciel ou d'un recours en annulation, peut déclarer invalide un acte communautaire.
La réponse de la Cour s'impose non seulement au juge national qui lui a posé la question dans le cadre de l'affaire concernée, mais également à l'ensemble des juridictions nationales des États membres : toutes devront interpréter les règles de droit communautaire dans le même sens que la Cour de justice.

### Recours en annulation[9]
| Fondement | articles 230 et 231 CE - article 263 et 264 TFUE |
| --------- | --- |
| Ouvert à  | - Requérants privilégiés : les États membres, le Conseil, la Commission, le Parlement européen depuis le traité de Nice (contre tout acte communautaire ayant des effets juridiques) - Requérants semi-privilégiés : la Cour des Comptes, la Banque centrale européenne (recours tenant à la sauvegarde de leurs prérogatives) - Requérants individuels : toute personne physique ou morale (contre une décision qui la concerne directement et individuellement) |

### Recours en carence
| Fondement | article 232 CE |
| --------- | --- |
| Ouvert à  | États membres, institutions de la Communauté et personnes physiques et morales                                        |
| Contre    | le Parlement européen, le Conseil ou la Commission lorsqu'ils s'abstiennent de prendre un acte prévu par le traité CE |

### Action en manquement
| Fondement | articles 226 à 228 CE                                                                  |
| --------- | -------------------------------------------------------------------------------------- |
| Ouvert à  | Commission ou (théoriquement) États membres                                            |
| Contre    | un État membre, pour manquement à une obligation qui lui incombe en vertu du traité CE |

Ce recours peut être initié par la Commission européenne (article 226 TCE). Après avoir mis en mesure l’État en question de présenter ses observations, la Commission va émettre un avis motivé auquel l’État doit se conformer. Le cas échéant, la Commission pourra saisir la CJUE.
Du fait de l’article 227 CE, l’État peut également être à l’origine du recours en manquement. Dans ce cas, l’État devra au préalable en saisir la Commission qui pourra émettre un avis dans un délai de 3 mois. Néanmoins, l’absence d’avis ne fait pas obstacle à la saisine de la CJUE.
L’article 228 CE prévoit deux procédures différentes. 
- recours en constatation : par le biais de l’art. 228-1, le juge ne peut que « reconnaître » qu’un État a manqué à une de ses obligations. L’État est alors tenu de prendre les mesures que comporte l’exécution de l’arrêt de la Cour dans les délais les plus brefs.
- recours en sanction pécuniaire : l’art. 228-2 permet une sanction pour non-exécution, exécution incorrecte ou incomplète d’un arrêt de la CJCE. On se trouve donc dans l’hypothèse d’un manquement sur manquement. La Cour dans ce cadre, va pouvoir condamner l’État récalcitrant au paiement d’une amende ou d’une astreinte. La nouvelle saisine de la Cour ne pourra être faite qu’à l’initiative de la Commission, après avis motivé (où est indiqué l’amende ou l’astreinte qu’elle estime adaptée dans les circonstances de l’espèce) fixant un délai à l’État pour rétablir la situation.

Ainsi, le contentieux de l’article 228 CE va être un contentieux soit déclaratoire soit répressif.
À l’origine, existait seulement la constatation en manquement mais sans sanction. Du fait de la multiplication des manquements sur manquement, la Cour a appelé à une réforme du recours en manquement ; réforme qu’elle a obtenu lors de l’adoption du TUE 92 qui a institué cette procédure de l’article 228§2.

### Action en responsabilité
| Fondement | article 288 CE                                                        |
| --------- | --------------------------------------------------------------------- |
| Ouvert à  | toute personne, institution ou État pouvant faire état d'un préjudice |
| Contre    | les institutions ou les agents de la Communauté                       |

## Libertés de circulation du droit de l'Union européenne
L'article 26 du traité sur le fonctionnement de l'Union européenne (TFUE), ancien article 14 du traité CE, prévoit l'instauration entre les États membres d'un marché intérieur caractérisé par la libre circulation :
- des marchandises,
- des personnes,
- des services,
- des capitaux.

### Libre circulation des marchandises
Le système communautaire a mis en place un principe voulant que l’ensemble des échanges de marchandises soit soumis à la liberté de circulation ; sachant que cette liberté s’applique « à tout produit, appréciable en argent et susceptible de former l’objet de transaction commerciale ».
Elle est garantie par deux dispositifs distincts : celui des articles 28 [ex. 23 TCE] à 30 [ex. 25 TCE] du TFUE qui vise à supprimer les obstacles tarifaires et celui des articles 34 [ex. 28 TCE] à 36 [ex. 30 TCE] qui s’intéresse aux limitations quantitatives des importations et exportations.

#### Éradication des obstacles tarifaires
Les articles 28 à 30 éradiquent les obstacles tarifaires en prévoyant : 
- d’une part, « l’interdiction, entre les États membres, des droits de douane à l’importation et à l’exportation et de toutes taxes d’effet équivalent »
- d’autre part, « l’adoption d’un tarif douanier commun dans leurs relations avec les pays tiers »

Les articles 28 à 30 du TFUE ont vocation à s’appliquer tant aux produits qui sont originaires des États membres qu’à ceux qui se trouvent en libre pratique dans les États membres.
La définition d’un produit en libre pratique est posée à l’article 29 du TFUE [ex. 24 TCE]. Est ainsi un produit en libre pratique, un produit originaire d’un État tiers à l’Union européenne, qui remplit trois conditions : 
- les formalités d’importation ont été accomplies
- les droits de douane et taxes d’effet équivalent ont été perçus par l’un des États membres lors de son entrée sur le territoire communautaire
- il n’y a pas eu de ristourne totale ou partielle de ces droits ou taxes

Le produit mis en libre pratique va ainsi être assimilé à un produit fabriqué dans la Communauté européenne et bénéficier donc également de la libre circulation des marchandises.
Le but est ainsi d’éviter que les produits originaires d’un pays tiers soient taxés à chaque passage de frontière intracommunautaire, ce qui remettrait en cause l’objet même d’une Union douanière.
Dans le cadre des obstacles de type tarifaire, il faut distinguer 2 catégories d’obstacles : 
- les tarifs douaniers et taxes équivalentes (article 30 TFUE)
- les impositions intérieures discriminatoires (article 110 TFUE)

##### Tarifs douaniers et taxes équivalentes (article 30 TFUE)
Les tarifs douaniers ont progressivement été éliminés sans que cela ne pose de problèmes, pourtant de manière consécutive sont apparues des TEE qui sont des taxes, qui, présentées sous une autre appellation ont le même effet discriminatoire que des droits de douane. Ces taxes sont donc purement et simplement prohibées et ne pourront jamais être justifiées. La Cour de justice dans son arrêt Pain d'épice a donc défini les critères permettant d'apprécier si une taxe était d'effet équivalent. Une TEE est une charge pécuniaire, fut elle minime, unilatéralement imposée et qui obtient cette qualification du seul fait qu'elle frappe des produits qui franchissent une frontière. Le fait générateur est donc le franchissement de la frontière, qui comme l'a précisé la Cour de justice peut être interne (arrêt Legros de 1992, Lancry 1994 et Carbonati de 2004).

##### Impositions intérieures discriminatoires
« Aucun État membre ne frappe directement ou indirectement les produits des autres États membres d'impositions intérieures, de quelque nature qu'elles soient, supérieures à celles qui frappent directement ou indirectement les produits nationaux similaires.

En outre, aucun État membre ne frappe les produits des autres États membres d'impositions intérieures de nature à protéger indirectement d'autres productions. »
— Article 110 TFUE
La condamnation par l’article 110 TFUE des impositions intérieures discriminatoires vient compléter la précédente, en ce sens qu’une même imposition ne saurait appartenir simultanément aux deux catégories. Ici, on est dans le cadre de discriminations fiscales.
Ainsi, l’article 110 TFUE impose une double prohibition :
- alinéa 1 : interdiction des impositions intérieures qui conduiraient à surtaxer un produit importé par rapport à un produit national similaire.
- alinéa 2 : interdiction d’une surtaxation d’un produit importé en vue de protéger les autres produits nationaux.

#### Interdiction des entraves non pécuniaires

##### Interdiction des restrictions sur la base de certifications techniques nationales
Le mécanisme de cette interdiction est, pour la plupart des produits manufacturés, fondé sur le Marquage CE. Chacune des directives concourant au Marquage CE dispose (avec des variations individuelles liées à l'objet de la directive) que les états membres ne peuvent s'opposer à la libre circulation d'un produit marqué « CE », sauf à remettre en cause la licéité du marquage. Il leur est, en particulier, interdit de mettre en place un système de certification obligatoire dès lors que le domaine visé est couvert par une ou plusieurs directives.

##### Interdiction des restrictions quantitatives et des mesures d’effet équivalent aux restrictions quantitatives
Définition
Les articles 28 et 29 CE (aujourd'hui articles 34 et 35 TFUE) prévoient l’interdiction des restrictions quantitatives (RQ) et des mesures d’effet équivalent aux restrictions quantitatives (MEERQ) tant à l’importation qu’à l’exportation.
Ces deux textes visent ainsi à la prohibition des quotas ou des mesures visant à limiter quantitativement l’importation ou l’exportation de certaines marchandises.
La notion de MEERQ a été définie par l’arrêt « Dassonville » de la CJCE du 11 juillet 1974 : c’est une réglementation commerciale d’un État membre susceptible d’entraver directement ou indirectement, actuellement ou potentiellement le commerce intracommunautaire.
Champ d’application
Il ressort des articles 28 et 29 CE que les RQ et MEERQ sont interdites tant à l’importation qu’à l’exportation. Néanmoins, cela vaut également pour les produits qui ne sont qu’en transit sur le territoire d’un État membre.
Cela ressort explicitement de l’article 36 TFUE (qui concerne la justification et donc la légalité de certaines restrictions). La Cour l’a également affirmé implicitement, dans l’arrêt « Commission contre France » du 9 décembre 1997 puis explicitement dans l’arrêt « Schmidberger contre République d’Autriche » du 12 juin 2003.
En outre, se posait également la question de savoir s’il pouvait y avoir RQ ou MEERQ en cas d’inaction de l’État membre. En effet, on visualise facilement l’idée d’une action positive d’un État mettant en place par exemple un quota de marchandises autorisées à l’importation. Néanmoins, une abstention peut avoir le même effet.
Tel était le cas dans l’affaire Commission contre France puisque l’entrave n’était pas le fait de l’État mais de particuliers. L’État français, en ne prenant pas de sanctions à leur égard, mettait à mal la libre circulation des marchandises.
La Cour a ainsi considéré que les abstentions peuvent également constituer une MEERQ. Cela ne ressort donc pas directement de l’article 28 mais de sa lecture combinée avec l’article 10 TCE qui obligent les États membres à prendre toutes mesures générales ou particulières propres à assurer l’exécution des obligations découlant du traité et à s’abstenir de toutes mesures susceptibles de mettre en péril la réalisation des buts du traité.
Dans ce domaine, un règlement de 1998 est intervenu : le terme « entraves à la liberté de circulation » remplace MEERQ. De plus, il prévoit que l’inaction peut constituer une entrave et que le simple transit est concerné par la notion d’entrave.
L’arrêt Keck et Mithouard ou la distinction des MEERQ
La notion de MEERQ a été définie par l’arrêt CJCE, 11 juillet 1974, Dassonville (aff.8/74) : C’est une réglementation commerciale d’un État membre susceptible d’entraver directement ou indirectement, actuellement ou potentiellement le commerce intracommunautaire.
Dans l’arrêt Cassis de Dijon, la notion de MEERQ avait été explicitement élargie car il s’agissait d’une mesure indistinctement applicable et d’une mesure touchant à la fabrication du produit et non purement commerciale
D’où : peut être une MEERQ, une mesure directement ou indirectement applicable, actuellement ou potentiellement applicable, indistinctement ou pas indistinctement applicable et finalement, tout type de mesure (commerciale, de fabrication...).
La conséquence de cet élargissement va être que les opérateurs économiques vont essayer de casser toutes les mesures non-libérales. Ce qui va entraîner une multiplication du contentieux. En effet, les réglementations non-libérales ont forcément un impact sur le volume des ventes sur tout le territoire et donc a fortiori sur le volume des ventes des importations et peuvent donc par là-même constituer une MEERQ.
Parallèlement, la jurisprudence de la CJCE va être confuse, appliquant une sorte de règle des minimis pourtant prohibé en cette matière.
Le système va donc être modifié, concernant les MEERQ, par l’arrêt « Keck et Mithouard » de la CJCE du 24 novembre 1993. La Cour opère une distinction entre : 
1. une réglementation concernant le produit lui-même (mesure de commercialisation). : mesure concernant « leur dénomination, leur forme, leurs dimensions, leur poids, leur composition, leur présentation, leur étiquetage, leur conditionnement... » Dans ce cas, vont s’appliquer les interdictions prévues aux articles 28 et 29 TCE.
2. une réglementation concernant les modalités de vente :

La Cour va ici opérer un revirement en jugeant que « n’est pas apte à entraver directement ou indirectement, actuellement ou potentiellement le commerce entre les États membres… l’application à des produits en provenance d’autres États membres de dispositions nationales qui limitent ou interdisent certaines modalités de vente,
- pourvu qu’elles s’appliquent à tous les opérateurs concernés exerçant leur activité sur le territoire national,
- et pourvu qu’elles affectent de la même manière, en droit comme en fait, la commercialisation des produits nationaux et de ceux en provenance d’autres États membres.

Il s’agit ici de tout ce qui est publicité, présentation des produits, marges, prix, délai de rétractation pour le consommateur, clauses contractuelles...
Pour les modalités de vente donc, en principe, on ne recherchera même plus si c’est une MEERQ ou non.
Cette avancée cependant ne sera pas satisfaisante, la cour ayant parfois des difficultés à qualifier les modalités de ventes et les conditions applicables aux produits en les distinguant. Cela s'est notamment vérifié au travers d'un arrêt: CJCE, 6 juillet 1995, Mars, aff. C-470/93, Rec. p. I-192395.
La jurisprudence actuelle hésite en effet à utiliser cette distinction et ne le fait parfois que partiellement, un nouveau revirement est à attendre en la matière.

##### Justification des entraves
Pour établir une infraction au traité, il ne suffit pas qu’il y ait une restriction de principe relevant des articles 28 et suivants imputables à l’État membre. Une telle restriction peut être justifiée sur la base de l’article 36 ou conformément à la ligne jurisprudentielle « Cassis de Dijon ».
Article 36 TFUE
Aux termes de l’article 36, les articles 34 et 35 ne font pas obstacle « aux interdictions ou restrictions d’importation, d’exportation, de transit, justifiées par des raisons de moralité publique, d’ordre public, de sécurité publique, de protection de la santé et de la vie des personnes et des animaux ou de préservation des végétaux, de protection des trésors nationaux ayant une valeur artistique, historique ou archéologique ou de protection de la propriété industrielle et commerciale ». Cela vaut, à condition qu’elles ne constituent « ni un moyen de discrimination arbitraire ni une restriction déguisée dans le commerce entre les États membres ».
La jurisprudence a précisé les conditions d’applicabilité et d’application de cet article. Ainsi, cet article ne peut être appliqué que :
- si l’on constate que la mesure constitue une RQ ou une MEERQ
- la mesure doit être nécessaire pour atteindre les objectifs visés par le traité
- il ne doit pas exister d’harmonisation dans le domaine en cause (car dans ce cas, c’est le texte spécial qui s’applique et non pas le traité général).

Il peut donc ici s’agir aussi bien d’une mesure indistinctement applicable, qu’une mesure qui ne vise que les importations ou exportations.
En outre, la justification va être acceptée si la mesure est apte, nécessaire et proportionnée ; la charge de la preuve incombant à l’État auteur de la mesure.
L’arrêt « Cassis de Dijon »
L’arrêt CJCE, 20 février 1979, Rewe-Zentral (dit « Cassis de Dijon »), va introduire une nouvelle justification aux entraves perpétrées par des mesures indistinctement applicables. Il s’agit des exigences impératives. Ainsi, dès lors qu’une entrave est nécessaire pour satisfaire à des exigences impératives, telles que l’efficacité des contrôles fiscaux, la loyauté des transactions commerciales ou la défense du consommateur, elle sera acceptée. Néanmoins, la mesure en cause doit répondre à la double condition de nécessité et de proportionnalité.
Le système liminaire des clauses de sauvegarde
Si un pays s’aperçoit qu’un même produit arrive en quantité énorme, ce qui pourrait entraîner une déstabilisation économique alors une procédure est prévue au sein de la Communauté pour permettre des restrictions.

##### Synthèse du système des MEERQ
Mesures destinées aux importations
- art. 28 : possible MEERQ
- justification possible par le biais de l’article 30 CE
- justification impossible par le biais des exigences impératives car il ne s’agit pas de mesures indistinctement applicables.

Mesures indistinctement applicables
1. modalités de vente : pas contrôle mais néanmoins principe de non-discrimination pris en compte (cf. ne doit pas empêcher ou gêner plus les produits importés que nationaux.)
2. condition liée au produit :

- article 28 : possible MEERQ
- justification possible par le biais de l’article 30 CE
- justification possible par le biais des exigences impératives (seulement si aucune directive d’harmonisation n’est intervenue)

## Importance du droit de l'Union européenne dans le droit interne
- Relation droit belge – droit de l’Union
- Relation droit français – droit de l’Union